# Козино (Шарканський район)
Ко́зино (удм. Кечгурт) — присілок у складі Шарканського району Удмуртії, Росія.

## Населення
Населення — 187 осіб (2010; 186 у 2002).
Національний склад станом на 2002:
- удмурти — 99 %

## Урбаноніми[3]
- вулиці — Джерельна, Зелена, Молодіжна, Новоземлеробська